# Municipio de Walker (condado de Jasper)
El municipio de Walker (en inglés: Walker Township) es un municipio ubicado en el condado de Jasper en el estado estadounidense de Indiana. En el año 2010 tenía una población de 3663 habitantes y una densidad poblacional de 24,2 personas por km².

## Geografía
Según la Oficina del Censo de los Estados Unidos, tiene una superficie total de 151.39 km², de la cual 150.44 km² corresponden a tierra firme y (0.63%) 0.95 km² es agua.

## Demografía
Según el censo de 2010, había 3663 personas residiendo. La densidad de población era de 24,2 hab./km². De los 3663 habitantes, estaba compuesto por el 97.38% blancos, el 0.14% eran afroamericanos, el 0.25% eran amerindios, el 0.6% eran asiáticos, el 0.14% eran isleños del Pacífico, el 0.96% eran de otras razas y el 0.55% pertenecían a dos o más razas. Del total de la población el 4.2% eran hispanos o latinos de cualquier raza.